# تيد أوينز (مدرب كرة سلة)
تيد أوينز (بالإنجليزية: Ted Owens)‏ هو مدرب كرة سلة أمريكي، ولد في 16 يوليو 1929.

## روابط خارجية
- تيد أوينز على موقع كلية كرة السلة في سبورتس رفرنس.كوم (الإنجليزية)
- تيد أوينز على موقع كلية كرة السلة في سبورتس رفرنس.كوم (الإنجليزية)
- تيد أوينز على موقع قاعة كنساس للمشاهير الرياضية (مؤرشف) (الإنجليزية)